# Мианруд
Мианру́д (перс. ميانرود‎) — небольшой город на юго-западе Ирана, в провинции Хузестан. Входит в состав шахрестана Дизфуль.
На 2006 год население составляло 9 199 человек.
Альтернативные названия: Мианрудан (Mianrudan), Мейанруд (Meyanrud).

## География
Город находится на северо-востоке Хузестана, в горной местности западного Загроса, на высоте 570 метров над уровнем моря.
Мианруд расположен на расстоянии приблизительно 130 километров к северо-востоку от Ахваза, административного центра провинции и на расстоянии 410 километров к юго-западу от Тегерана, столицы страны.